# El petó de Putin
El petó de Putin (originalment en rus, Поцелуй Путина) és un documental del 2011, dirigit per Lise Birk Pedersen, sobre l'activista juvenil russa Maixa Drokova i les seves experiències amb l'organització juvenil Naxi. La versió doblada al català es va estrenar el 19 d'abril de 2022 al programa Sense ficció de TV3, amb una audiència de 211.000 espectadors i un 9,8% de quota de pantalla.

## Sinopsi
El petó de Putin presenta, a través d'entrevistes i imatges d'arxiu, les experiències de Maixa Drokova a l'organització juvenil russa Naxi, que es declara un moviment democràtic, antifeixista i contrari a l'"oligarquia capitalista". Des dels 16 fins als 19 anys, ella va estar molt involucrada en l'organització, i va arribar a una posició d'influència i autoritat, fins a convertir-se en presentadora d'un programa de televisió orientat als joves i finançat per l'estat. Ella idolatra el president rus Vladímir Putin, i el títol de la pel·lícula fa referència en un incident en què, mentre rebia una medalla d'ell, Drokova el va abraçar i besar espontàniament.
A mesura que avança la pel·lícula, Drokova es fa amiga d'altres periodistes, molts dels quals són crítics amb el partit governant rus. Les seves opinions es posen en dubte i cada cop es divideix més entre els dos. La situació arriba a un punt màxim quan el seu amic i també periodista Oleg Kaixin és colpejat violentament; encara que els seus atacants mai s'han identificat, molts especulen sobre la implicació del Kremlin d'alguna manera. Al final de la pel·lícula, tot i que Drokova encara és una fervent partidària de Putin, ja no és membre de Naxi i se la veu discutint les seves opinions lliurement amb Kaixin.

## Rebuda
El petó de Putin va guanyar el World Cinema Cinematography Award al millor documental al Festival de Cinema de Sundance de 2012. Abans, s'havia presentat al MeetMarket del Sheffield Doc/Fest el 2009. Ha rebut crítiques diverses i té una puntuació de 52 sobre 100 a l'agregador de ressenyes Metacritic. OpenDemocracy.com es refereix al documental com "una història complexa de conflictes interiors" i el New York Post va dir que "més que el retrat d'una dona jove ingènua […] és una mirada aterridora a la versió deformada de Putin sobre la democràcia". Time Out New York va concedir a la pel·lícula 2 estrelles sobre 5, tot dient que "el document de Lise Birk Pedersen ofereix una ullada convincent sobre les escletxes burocràtiques de Rússia, però el seu intent d'emmarcar la situació a través de la majoria d'edat d'una jove conversa mai és coherent. La innocència es perd; així que, pel que sembla, això és gran part del comentari perspicaç".